# Домики для игр
«Домики для игр» (англ. Clubhouses) — 12 эпизод 2 сезона (№ 25) сериала «Южный парк», премьера которого состоялась 23 сентября 1998 года.

## Сюжет
Стэн и Кайл собираются построить на дереве рядом с домом Стэна домик для игр, чтобы играть с девочками в «правду или вызов» (англ. Truth or Dare?). Стэн говорит Кайлу, что они будут играть с девочками, чтобы заставить их делать «реально гадкие вещи», например, жрать козявки, однако его настоящая цель — поцеловаться с Венди. Кроме того, Венди просит Стэна, чтобы Кайл поиграл вместе с ними и с Биби, поскольку та в восторге от задницы Кайла.
Картман и Кенни, узнав, что их не позвали участвовать в строительстве домика, обижаются и решают построить свой собственный рядом с домом Эрика. Вскоре, соорудив свой домик, они приглашают туда двух 16-летних девиц, сбежавших из дома. Они думают, что им удастся поиграть с ними в «правду или вызов», однако те приводят туда своих друзей и устраивают вечеринку.
Тем временем, в семье Стэна начинаются большие проблемы. Рэнди серьёзно ссорится с Шерон, и они решают расстаться; Рэнди начинает ходить по вечеринкам и отдыхать, а Шерон приводит домой нового сожителя, Роя. Рой совсем не нравится Стэну, и он подсматривает в своём любимом сериале «Жирный Эббот» способ с ним расправиться.
Кайлу приходится поцеловать Биби во время игры, и он, почувствовав отвращение, уходит. Тогда Биби решает, что теперь ей больше Кайла нравится Клайд, и они вместе со Стэном и Венди играют в новом домике. Перед тем в этом домике происходит встреча Рэнди и Шерон; они в процессе разговора тоже решают поиграть в «правду или вызов» и в итоге занимаются любовью, в то время как Рой висит на дереве, попавшись в ловушку Стэна.
В конце Стэн всё же играет с девочками в «правду или вызов», но вместо того, чтобы поцеловать Венди, они заставляют его делать реально гадкие вещи.

## Смерть Кенни
Во время вечеринки в «клубном домике» слэмящаяся толпа затаптывает Кенни насмерть, его тело тут же начинают грызть крысы. Картман в ужасе произносит: «Чёрт, они убили Кенни!», а проходящий в этот самый момент мимо по улице Кайл добавляет: «Сволочи!»

## Культурные отсылки
Мультфильм «Жирный Эббот» является пародией на мультсериал Fat Albert and the Cosby Kids.

## Факты
- Одна из девушек носит футболку с надписью DVDA; это название группы Мэтта Стоуна и Трея Паркера.
- У Рэнди, после развода с Шерон и смены имиджа серёжка в правом ухе.